# جاده ئی۶۸ اروپا

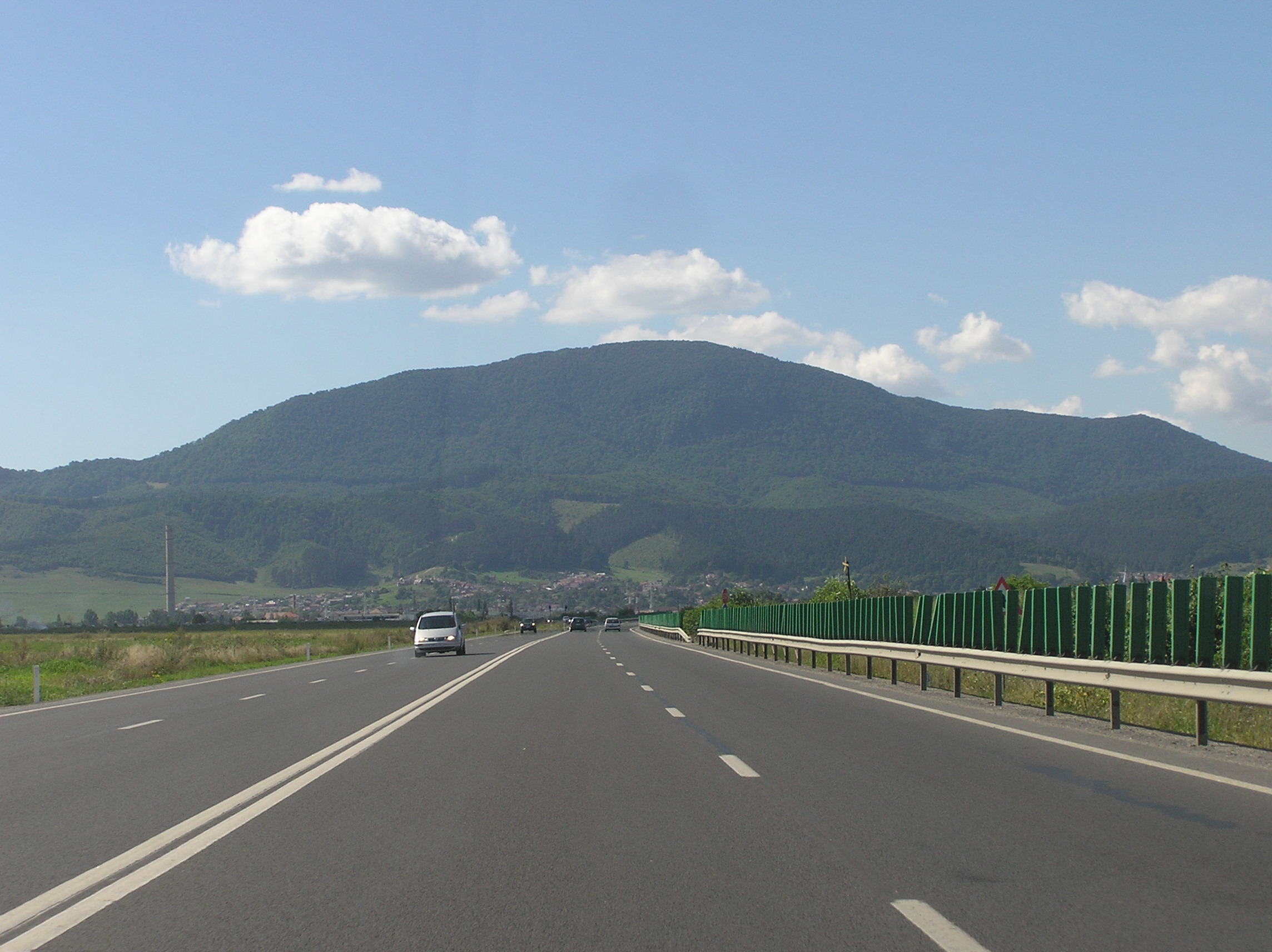
جاده ئی۶۸ اروپا در رومانی

جاده ئی۶۸ اروپا (به انگلیسی: European route E68) یکی از جاده‌های اصلی قاره اروپا است.
این جاده که از شهر سگد (مجارستان) شروع شده، در شهر براشوف (رومانی) به پایان میرسد و مسافت آن ۴۹۹ کیلومتر است.